# Haile Gebrselassie
Haile Gebrselassie (Asela, 18. travnja 1973.) je umirovljeni etiopski trkač na srednje i duge pruge. 25 puta rušio je svjetske rekorde na 5000 m i 10000 m u maratonu. Smatra se jednim od najboljih atletičara svih vremena.
Rođen je u Aseli, malom mjestašcu 175 km udaljenom od Addis Abebe, kao osmo od desetoro djece. Svojih prvih petnaest godina živio je u kolibi od ilovače-tukulu sa svojim roditeljima i devetoro braće i sestara. Svaki dan je trčao deset kilometara do škole i natrag što mu je već od ranog djetinjstva usadilo dobre temelje za bavljenje atletikom.
Svoj prvi maraton otrčao je sa 16 godina u Addis Abebi i ostvario vrijeme 2h 45:00, što je bilo impresivno za tako mladog neiskusnog trkača. Internacionalno je postao priznat 1992. g kada je pobijedio na 5000m i 10000m na Svjetskom atletskom juniorskom prvenstvu u Seulu, i osvojio srebro na Svjetskom cross prvenstvu.
Od 1993. do 1999. godine četiri puta uzastopce osvaja zlato na Svjetskim prvenstvima na 10000m, a 1993. godine i srebro na utrci na 5000m. 1994.g ruši svoj prvi svjetski rekord na 5000m s vremenom od 12:56:96, a već iduće godine ruši i svjetski rekord na 10000m i to za punih 9 sekundi. Novo vrijeme je iznosilo 26:43:53, a postavio ga je u Hengelu, u Nizozemskoj. 1997. godina obilježena je s nekoliko rušenja rekorda na 5000m, a glavni Haileov konkurent bio je Daniel Komen. Te godine njih su dvojica naizmjence rušili rekorde u razmaku od samo desetak dana.
Sljedeće godine Haile ruši dvoranske rekorde na 2000 i 3000m, te rekorde na 5000m i 10000m, a iste godine dijeli i jackpot Zlatne lige.
Možda najbolja godina u karijeri bila je ona iz 2000. godine kada pobjeđuje na svim utrkama na 5000m i 10000m, a vrhunac doživljava na OI u Sydneyu kada postaje treći atletičar u povijesti koji uspijeva obraniti zlatnu olimpijsku medalju na 10000m.
Sljedećih nekoliko godina na stazi ne uspijeva održavati dovoljnu razinu, što zbog bolesti ( upala Ahilove tetive ), a što zbog godina, dajući tako primat svom štićeniku Kenenisi Bekeleu koji ga pobjeđuje na nekoliko važnih utrka.
Od 2004. godine seli se na cestu gdje osvaja odlične rezultate na maratonima i polumaratonima. Pobjednik je u dosadašnjih svih osam sudjelovanja na polumaratonima, a prvo mjesto osvaja na maratonima u Amsterdamu 2005., Berlinu 2006., Fukuoki 2006., Berlinu 2007. ( svjetski rekord) te u Dubaiju 2008. U Berlinu 30.09.2007.godine postavlja svjetski rekord u maratonu s vremenom od 2h 04:26, srušivši dotada rekord Paula Tegarta za 29 sekundi. 25.9.2008.   je popravio svoj rekord za 23 sekunde. Taj rekord je skinuo Makau.

## Medalje
- 1993. - Svjetsko atletsko prvenstvo-10000m zlato i 5000m srebro
- 1994. - IIAF Svjetsko prvenstvo u krosu-brončana medalja
- 1995. - Svjetsko atletsko prvenstvo-10000m zlato
- 1996. - Olimpijske Igre-10000m zlato
- 1997. - Svjetsko atletsko prvenstvo – 10000m zlato o IIAF Svjetsko dvoransko prvenstvo -3000m zlato
- 1999. - Svjetsko atletsko prvenstvo-10000m zlato o IIAF Svjetsko dvoransko prvenstvo- 1500m i 3000m zlato
- 2000. - Ljetne Olimpijske Igre-10000m zlato
- 2001. - Svjetsko atletsko prvenstvo-10000m bronce o IIAF Svjetsko prvenstvo – polumaraton zlato
- 2003. - IIAF svjetsko dvoransko prvenstvo – 3000m zlato o Svjetsko atletsko prvenstvo-10000m srebro